# Fanlu
Fanlu (chinesisch 番路鄉, Pinyin Fānlù Xiāng, Pe̍h-ōe-jī Huan-lōo-hiong) ist eine Landgemeinde (鄉,  Xiang) im Landkreis Chiayi der Republik China auf Taiwan.

## Lage
Fanlu liegt im östlichen Teil des Landkreises Chiayi. Das Gemeindegebiet ähnelt grob der Form eines Winkelmaßes, wobei sich der eine Schenkel etwa 11 km in West-Ost-Richtung erstreckt und zwischen 2 und 4 Kilometer breit ist, während der andere Schenkel etwa 17 km in Nord-Süd-Richtung misst und 4 bis 8 km breit ist. Die angrenzenden Gemeinden sind Zhuqi im Norden, Alishan im Osten, Dapu im Süden und Zhongpu im Südwesten. Im Westen grenzt Fanlu an die Stadt Chiayi. Die Topographie ist im Westen flach bis hügelig. Hier hat Fanlu Anteil an der Jianan-Ebene. Nach Osten hin nimmt die durchschnittliche Höhe immer weiter zu und der Osten Fanlus gehört zum Alishan-Mittelgebirge. Der Höhenunterschied variiert zwischen etwa 100 bis 1500 Metern über dem Meeresspiegel. Im südwestlichen Bereich bildet der Fluss Bazhang (八掌溪,  Bāzhǎng Xī) über einen längeren Abschnitt die Grenze zur Nachbargemeinde Zhongpu. Ganz im Westen, in der Nähe der Stadtgrenze zu Chiayi, liegt der etwa 2,3 km² messende Renyitan-Stausee (仁義潭水庫,  Rényìtán shuǐkù), der hauptsächlich der Wasserversorgung der Stadt Chiayi und umliegender Gebiete dient.

## Geschichte
Zur japanischen Zeit (1895–1945) war Fanlu ab dem 1. Oktober 1920 ein ‚Dorf‘ (庄,  Zhuāng) in der Präfektur Tainan. Nach Übernahme Taiwans durch die Republik China wurde 1946 aus der Präfektur der Landkreis Tainan und Falu wurde zu einer ‚Landgemeinde‘ (鄉,  Xiang). Ab Oktober 1950 gehörte Fanlu zum neu eingerichteten Landkreis Chiayi. Im Oktober 1964 erfolgte eine kleine Gebietsanpassung mit der Nachbargemeinde Zhongpu zugunsten Fanlus im Bereich des Dorfes Caoshan.

## Bevölkerung
Ende 2017 gehörten 528 Personen (etwa 4,5 %) den indigenen Völkern an.
| Gliederung von Fanlu |
|                      |

## Administration
Fanlu ist in 11 Dörfer (村,  Cūn) eingeteilt: Vor 1951 war Fanlu in 8 Dörfer eingeteilt. Im Jahr 1951 wurden von Gongtian die neuen Dörfer Gongxing und Caoshan abgetrennt, und Minhe wurde in die Dörfer Minhe und Fanlu geteilt.
1 Neiweng (內甕村)

2 Jiangxi (江西村)

3 Xinfu (新福村)

4 Xiakeng (下坑村)

5 Fanlu (番路村)

6 Minhe (民和村)

7 Dahu (大湖村)

8 Chukou (觸口村)

9 Gongtian (公田村)

10 Gongxing (公興村)

11 Caoshan (草山村)

## Landwirtschaft
Fanlu ist ein Zentrum des Kaki-Anbaus in Taiwan. Im Jahr 2016 wurden auf etwa 660 Hektar Anbaufläche 9262 Tonnen geerntet, was etwa 80 % der gesamten Produktion Taiwans entsprach. Jährlich findet in Fanlu ein kleines Kaki-Festival statt.
Weitere Agrarprodukte sind Nestfarn (ein Gemüse), Orchideen, Graptopetalum paraguayense (石蓮花,  Shí liánhuā – „Stein-Lotos“, als Gemüse), Betelnüsse, Paradiesvogelblumen, Chayote, Ingwer, Bambussprossen, Erbsen, Weißkohl, Chayote-„Spargel“ (龍鬚菜,  Lóngxū cài) (letztere drei im kühl-feuchten Bergland von Gongtian), Pilze (Shiitake, Austern-Seitlinge), Ananas, Litschi, Longan, Bananen, Pfirsich und Jackfrucht.

## Verkehr
Größte Straße ist die Provinzstraße 18, die von Chiayi kommend größtenteils durch das Gebiet von Fanlu Richtung Osten nach Alishan zieht. Am nördlichen Rand Fanlus verläuft ebenfalls in West-Ost-Richtung die Kreisstraße 158A (158甲). Beide Straßen haben Anschluss an die Autobahn 3 (Nationalstraße 3), die westlich an Fanlu vorbeiläuft. Östlich des Renyitan-Stausees wird Fanlu von der Provinzstraße 3 in Nord-Süd-Richtung durchquert.

## Sehenswürdigkeiten und Tourismus
Im Dorf Minhe befindet sich der Ziyun-Tempel (紫雲寺,  Zǐyún Sì – „Tempel der violetten Wolken“, ), dessen Anfänge auf das Jahr 1682 (zur Regierungszeit Kangxis) zurückgehen. Der Name leitet sich von den häufiger farblich getönten Wolken über dem Bergland ab. Vor dem Tempel befindet sich eine 76 taiwanische Fuß (丈,  Zhàng, etwa 23 m) hohe Buddha-Statue. Der Longyin-Tempel (龍隱寺,  Lóngyǐn sì, ) in Chukou imponiert durch seine prachtvolle Ausstattung, und diente deswegen auch schon als Filmkulisse. In der Nähe des Tempels, etwas nördlich der Provinzstraße 18, findet sich die Tianjiang-Dijiu-Hängebrücke (天長地久橋,  Tiāncháng dìjiǔ qiáo, ). Die Brücke wurde 1937 zur japanischen Kolonialzeit erbaut und ihre Benennung geht auf ein Sprichwort aus Laozis Daodejing zurück (天長地久 – „Der Himmel ist ewig und die Erde dauernd“). Anlass der Benennung war der Geburtstag des Tennō Hirohito (天長節, chin. Tiāncháng, japan. Tenchōsetsu) und der Kaiserin.
Ein weiterer Tempel ist der ganz im Osten Gongtians liegende buddhistische Mituo-Chan-Tempel (彌陀禪寺,  Mítuó chán Sì – „Amitabha-Zen-Tempel“, ).
In Fanlu gibt es mehrere Wanderwege. Der Renyitan-Stausee ist ebenfalls Ziel von Naturtouristen, vor allem aus dem nahen Chiayi.

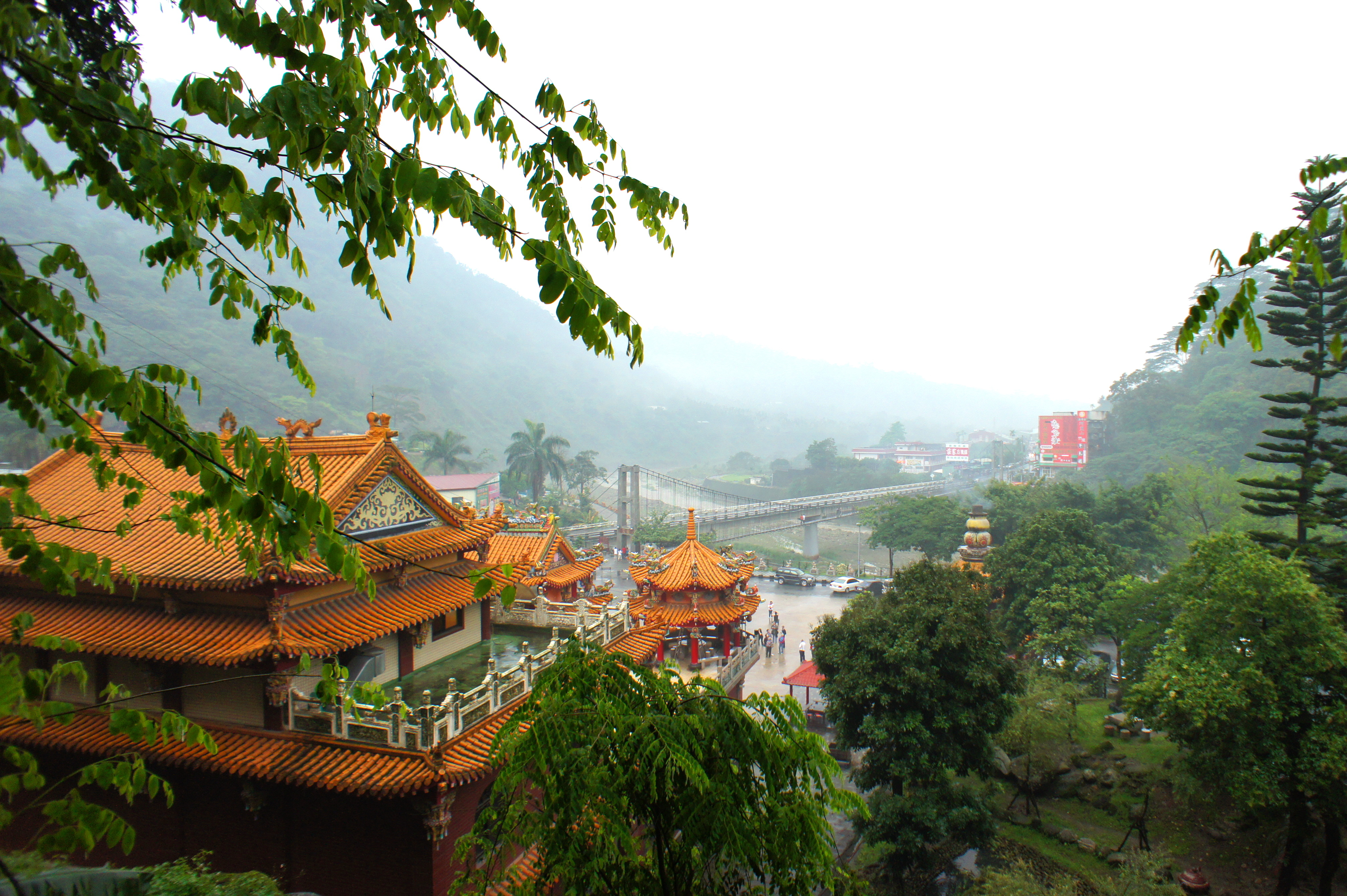
Longyin-Tempel und Tianjiang-Dijiu-Hängebrücke
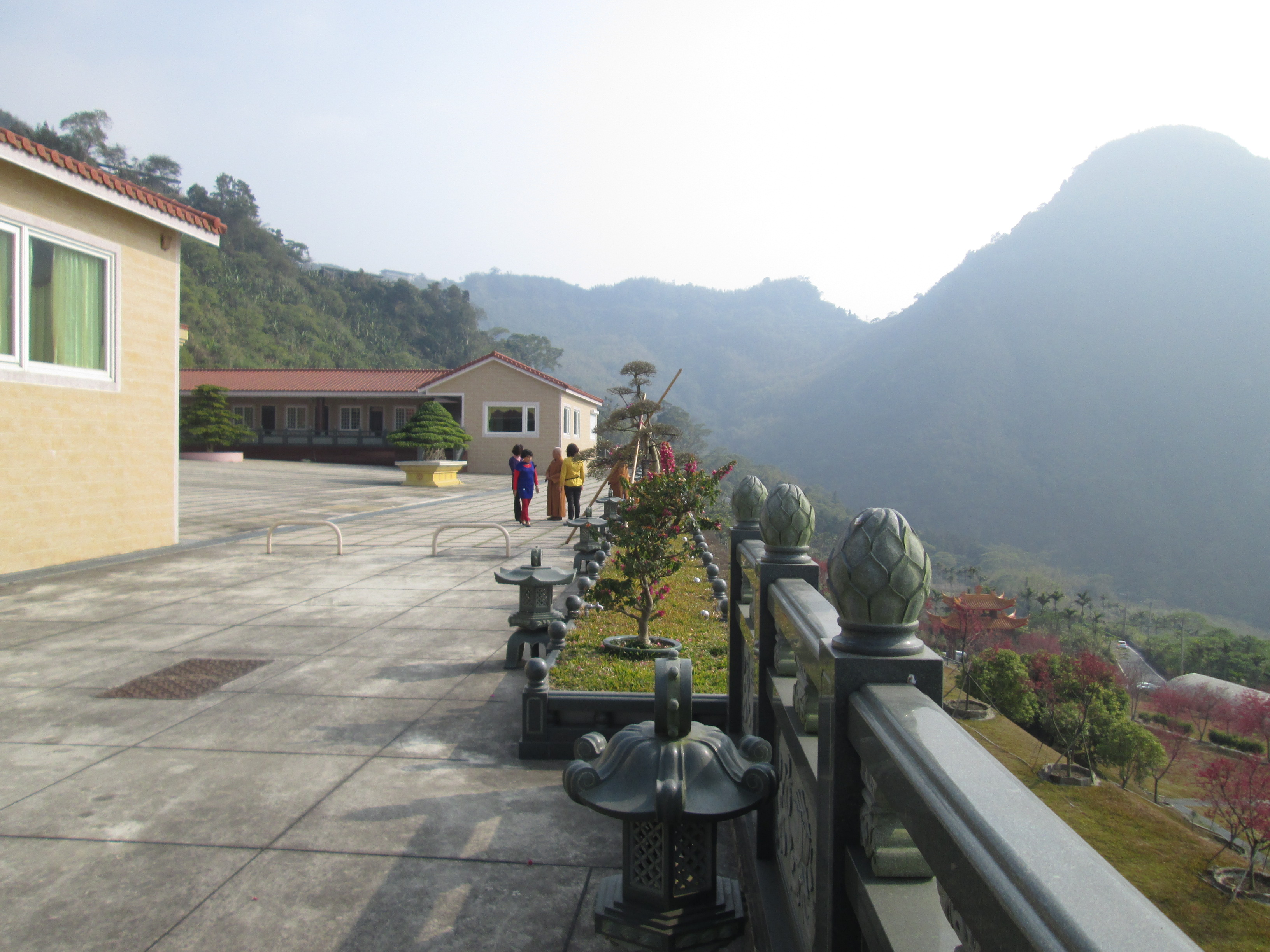
Auf der Terrasse des Mituo-Chan-Tempels
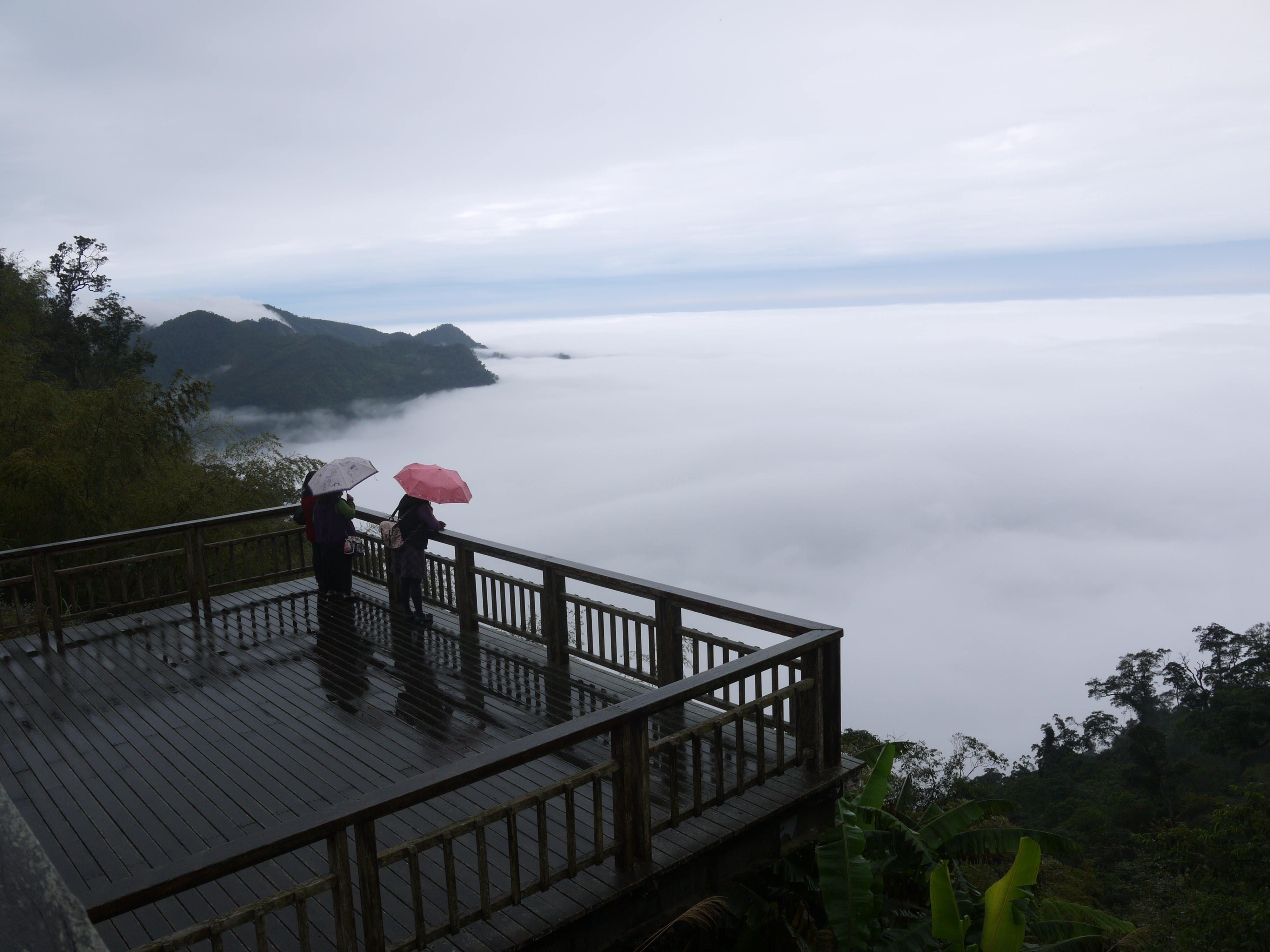
Aussichtsplattform im Dorf Fanlu
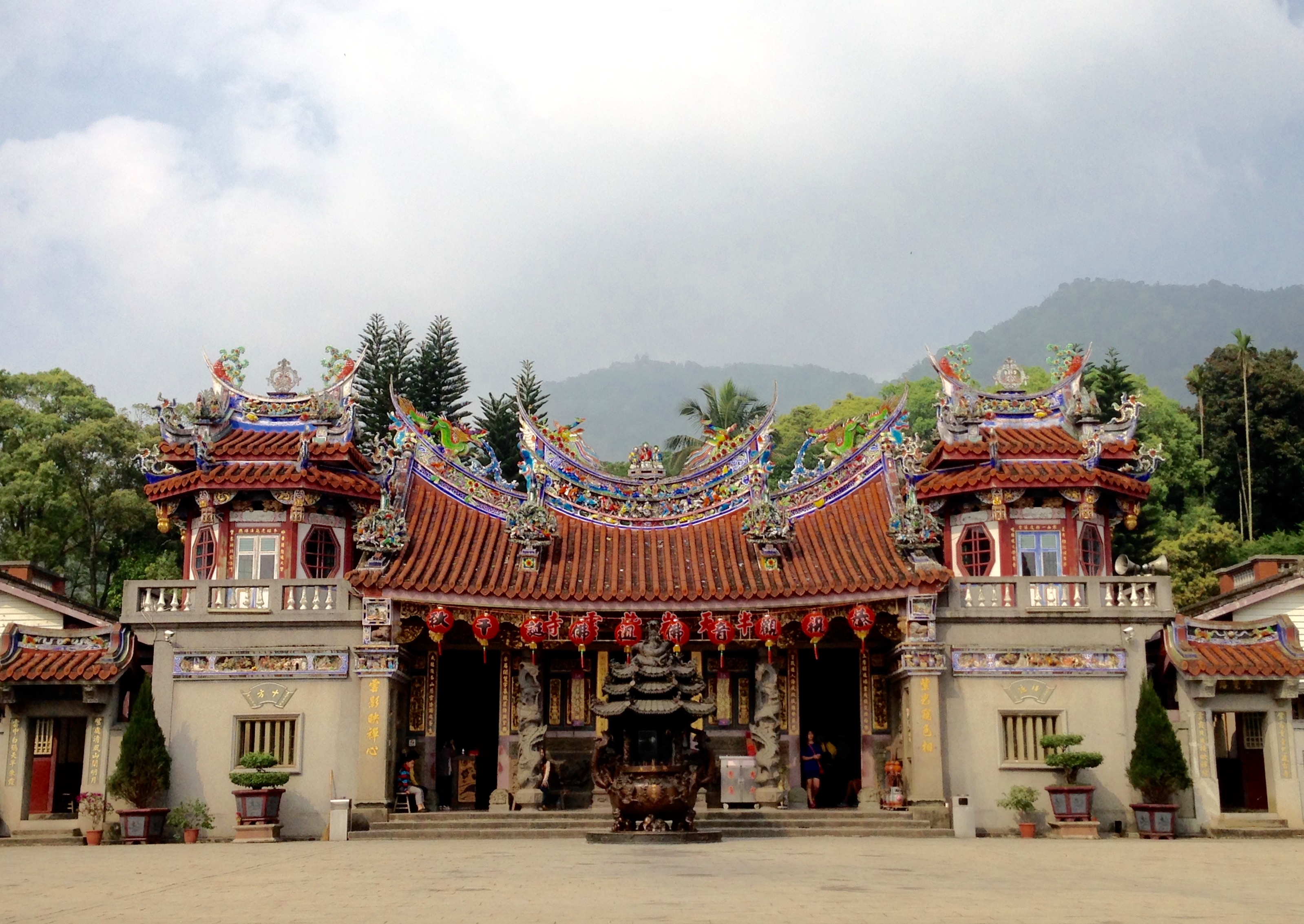
Ziyun-Tempel